# Lorenz Spengler
Lorenz Spengler (ur. 1720 w Szafuzie, zm. 1807 w Kopenhadze) – duński rzeźbiarz i bursztynnik oraz przyrodnik i kolekcjoner pochodzenia szwajcarskiego.
W młodości wyjechał do Londynu, a w 1743 osiadł na stałe w Kopenhadze. Rzeźbił w kości słoniowej (m.in. zestaw filiżanek z kości słoniowej i jaj strusich z 1757 dla króla Fryderyka V) i bursztynie. Wykonał liczne żyrandole z bursztynowe, w tym do zamku Rosenborg w 1753, w tymże zamku przechowywane są wykonane przez niego szachy z bursztynu z około 1750 r. Od 1771 do 1807 był dyrektorem kolekcji osobliwości w zamku Rosenborg. Był także członkiem duńskiej Królewskiej Akademii Nauk (Videnskabernes Selskab). Stworzył pokaźne kolekcje malarstwa i muszli.